# 阿卜杜勒·哈利勒
赛义德·阿卜杜勒·哈利勒（阿拉伯语：‎，1892年？月？日—1970年8月23日），是苏丹共和国的政治家，曾担任总理。1958年因为易卜拉欣·阿布德发动军事政变被迫下台。